# Upplands runinskrifter 115
Upplands runinskrifter 115 är fem vikingatida runstensfragment av granit i Runby, Eds socken och Upplands-Väsby kommun. Ett av fragmenten var känt av Richard Dybeck på 1800-talet. Ytterligare två fragment påträffades 1951. Dessa tre samt ytterligare två dittills okända fragment från samma runsten plockades fram 1953 ur grunden till ett rivet hus. Fragmenten är monterade och ingjutna i en betongsockel.

## Inskriften
Translitterering av runraden:
§A ... finuiþr · sun · rahnfriþ · lit ... 
§B ...r · sum · hati · inkikiar · uk · t-... 
§C ... ...ir kuiks · uk · finui-... ...
Normalisering till runsvenska:
§A ... Finnviðr, sunn ʀagnfriðaʀ, let ... 
§B ... sum atti Ingigærðr ok ... 
§C ... ... Kviks ok Finnvi[ðaʀ] ...
Översättning till nusvenska:
...  Finnvid,  Ragnfrids   son,  lät  ... 
 ...,  som  ägde  Ingegärd,  och  ... 
... fader   (eller  moder)  till  Kvick,  och  Finnvid(?)  ...
Kvick är ett ovanligt namn i runinskrifterna. Det är endast belagt på U 174, U 452 och Sö 220 samt troligen på Sö 222.